# Paralamium
Paralamium  é um gênero botânico da família Lamiaceae.

## Espécie
Paralamium gracile

## Nome e referências
Paralamium Dunn.